# Rhytida
Rhytida is een geslacht van weekdieren uit de klasse van de Gastropoda (slakken).

## Soorten
- Rhytida australis Hutton, 1882
- Rhytida citrina Hutton, 1882
- Rhytida greenwoodi (Gray, 1850)
- Rhytida meesoni Suter, 1891
- Rhytida oconnori Powell, 1946
- Rhytida otagoensis Powell, 1930
- Rhytida patula Hutton, 1882
- Rhytida stephenensis Powell, 1930